# Aeroportul Preguiça
Aeroportul Preguiça (IATA: SNE, ICAO: GVSN) este un aeroport din Ribeira Brava, Barlavento Islands⁠(d), Republica Capului Verde ce deservește zona Ribeira Brava⁠(d). Aeroportul a fost tranzitat în 2024 de 15.342 de pasageri.
Situat la o altitudine de 204 m, aeroportul dispune de 1 pistă. Este operat de Aeroportos e Segurança Aérea⁠(d).

## Infrastructură

### Piste
Aeroportul dispune de o singură pistă. Pista 01/19 are suprafața de asfalt și dimensiunile 1.400 m × 30 m. 